# Abdallah Ibrahim
Ne doit pas être confondu avec Abdullah Ibrahim.
Abdallah Ibrahim ⵉⴱⵔⴰⵀⵉⵎ ; arabe : عبد الله إبراهيم), né en 1918 à Marrakech et mort le 11 septembre 2005 à Casablanca, est un homme d'État marocain,.
Militant nationaliste parmi les fondateurs du parti de l’istiqlal ,et cofondateur du syndicat Union Marocaine du Travail (UMT), et parmi les fondateurs de parti Union nationale des forces populaires (UNFP), il organise en 1937 une immense manifestation rassemblant plusieurs dizaines de milliers de marocains lors de la visite d'un ministre francais. Il est puni par le Résident Francais Charles Nogges, qui dirige le Maroc, et est exilé. 
Abdellah Ibrahim dirigera le premier gouvernement du Maroc indépendant. Son programme social-démocrate est favorable aux plus pauvres et au développement du secteur public dans le domaine économique.  
Le gouvernement de Abdellah Ibrahim instaura le dirham marocain comme monnaie officielle et il fonde Bank Al Maghrib, la Caisse de Dépôt et de Gestion, la Banque BMCE, la SAMIR, la CNSS, la SOMACA et entreprend par la suite une reforme agraire avec projet de fabrication de tracteur (Tarik).
Il entreprend également la construction une usine de métallurgie a Jerada. Il travaille à l'évacuation de toutes les bases militaires étrangères au Maroc. En bref premier plan triennal pour le pays.
Il est démis de ses fonctions par le futur Hassan II.

## Biographie

### Parcours scolaire et universitaire
Le père d'Abdallah Ibrahim, le chérif Brahim ben Ahmed El Idrissi, formé au msid (école coranique), appartient à la classe moyenne des petits commerçants. Après son passage à l'école coranique, Abdallah Ibrahim est envoyé à dix ans à la Médersa Ben Youssef de Marrakech.
En 1943, il est docteur en théologie ('âlim), ayant passé son diplôme à Rabat sous le contrôle de Cheikh Mohammed Ben Larbi Alaoui. Parallèlement, il suit des cours d'anglais et de français avec des professeurs marocains et français. Il s'inscrit à la Sorbonne en 1945 (on n'y trouve alors que 70 étudiants marocains). Il rencontre André Breton, Jean-Paul Sartre, Louis Aragon, François Mauriac.
Professeur de l'enseignement supérieur, il est l'auteur de plusieurs ouvrages. Sa réflexion a porté sur les causes profondes de cette histoire manquée (notamment Résistance face aux tempêtes) :
- Révolution de l’esprit, un premier ouvrage philosophique.
- Feuilles de la scène militante, un corpus d'articles de presse.
- Par la force de la parole et de l'intelligence, un essai sur la poésie.
- Résistance face aux tempêtes est une réflexion sur l'histoire du Maroc dans sa longue durée, aujourd'hui considéré comme un classique.
- L'Islam à l'horizon 2000 est une projection prémonitoire sur la ferveur pour l'islamisme politique.

### Parcours politique

#### Pendant le protectorat français
Abdallah Ibrahim est un homme politique et une figure du mouvement national, le courant politique qui incarne l'indépendance du royaume dans le cadre du protectorat français au Maroc, et est emprisonné à seize ans pour menées nationalistes. En 1936, il est membre du conseil national du parti national, tout en étant engagé syndicalement. 
Le 24 septembre 1937, lors de la visite d’un sous-ministre français à qui le Résident général veut montrer les réussites du protectorat, il organise une manifestation rassemblant des dizaines de milliers de déshérités afin de montrer le "vrai visage" du Maroc colonial. En 1937, il est exilé à Taroudant dans le cadre de la répression du résident Noguès.
Convaincu que la classe ouvrière doit être l’avant-garde du mouvement pour l'indépendance, il participe à la création de l’Union marocaine du Travail. Il est l'un des 59 signataires du manifeste de l'indépendance du 11 janvier 1944 et membre fondateur du parti de l'Istiqlal. Il est le rédacteur en chef du journal du parti, Al-Alam.
En 1951, il est envoyé trois mois au Sahara pour trouble à l'ordre public à Marrakech. À la suite du retour d'exil du sultan Sidi Mohammed (futur roi Mohammed V) et dans le cadre de la transition vers l'indépendance négociée avec la France lors des accords de La Celle-Saint-Cloud, il devient, le 7 décembre 1955, secrétaire d'État délégué auprès du président du Conseil, chargé de l’Information dans le premier gouvernement Bekkay. Il est cependant hostile à la restauration d'une monarchie absolue et soutient l’Armée de libération nationale (ALN).

#### À partir de l'indépendance officielle
Alors que le protectorat français au Maroc a officiellement pris fin le 2 mars 1956, Abdallah Ibrahim continue d'exercer ses fonctions dans le premier gouvernement Bekkaï. Malgré des compromis et des différends avec certains ministres, il applique un programme social-démocrate favorable aux déshérités, au développement du secteur public dans le domaine économique et travaille à l'évacuation des bases militaires étrangères implantées au Maroc. Pourtant, il est démis de ses fonctions par son ennemi personnel, le futur Hassan II, après avoir cherché à expulser un officier américain nommé au cabinet du ministre de l’intérieur. 
Il devient, le 26 octobre 1956, ministre du Travail et des Affaires sociales dans le second gouvernement Bekkaï. Après n'avoir ensuite exercé aucune fonction dans le gouvernement Balafrej installé le 12 mai 1958, il est finalement nommé, le 24 décembre 1958, président du Conseil de gouvernement par le roi Mohammed V en prenant le portefeuille des Affaires étrangères, poste qu'il va occuper jusqu'à ce qu'il soit démis de ses fonctions, le 20 mai 1960[réf. nécessaire], et que le roi lui-même ne devienne le président du Conseil du nouveau gouvernement à compter du 27 mai. 
En 1959, il approuve la création d'une nouvelle formation politique, l'Union nationale des forces populaires (UNFP), avec entre autres Mehdi Ben Barka et Abderrahim Bouabid. Lors du deuxième congrès de l'UNFP, il en est élu le secrétaire général. L'UNFP connait des divergences entre ses dirigeants. La rupture se concrétise lors du congrès extraordinaire de 1975 où l'aile majoritaire constitue l'Union socialiste des forces populaires, dont Abderrahim Bouabid est élu Premier Secrétaire. Ce changement de nom est jugé nécessaire pour éliminer tout amalgame avec l'ancien UNFP, dont Abdallah Ibrahim reste secrétaire général. Il met en veilleuse ses activités politiques et refuse à partir de 1976 de se présenter aux différentes élections organisées au Maroc.

## Citations
- « Il est le père spirituel du syndicalisme au Maroc », Albert Ayache, Le mouvement syndical au Maroc[6].
- « Ce qui distinguait Abdallah Ibrahim, c'est qu'il était un patriote avant d'être membre d'un parti. Il était d'une haute moralité », témoigne le professeur et académicien du Royaume Abdelhadi Boutaleb dans L’Économiste du 13 septembre 2005.
- « Abdellah Ibrahim en est venu à personnifier cette figure du juste qui par sa seule existence, sans chercher ni honneurs ni visibilité, constituait un rappel constant des valeurs. L'adieu à l'homme arrivé au terme de sa vie, fait, par contraste avec l'époque, encore davantage vibrer cette exigence ». Mohamed Jibril (journaliste)[7].
- « La probité en deuil : La disparition de Moulay Abdallah Ibrahim laisse un grand vide dans ce pays qu’il a tant servi avec un dévouement exemplaire, la ferveur du militant au moment de la colonisation et  une rare probité en tant qu’un des tout premiers Premiers Ministres du Maroc indépendant. Une rigueur intellectuelle et  une conscience politique d’un homme qui défendait la dignité de ses concitoyens et ses concitoyennes avec une inébranlable conviction »[8].

## Décorations
- Grand officier de l'ordre du Trône Il est fait grand officier de la Ouissam El Arch le 1er février 2005[9]